# My Little Pony: Equestria Girls – Tükörvarázs
A My Little Pony: Equestria Girls – Tükörvarázs (eredeti cím: My Little Pony: Equestria Girls – Mirror Magic) 2017-ben bemutatott amerikai–kanadai 2D-s számítógépes animációs rövidfilm, amelyet Ishi Rudell és Katrina Hadley rendezett. A rövidfilm az Én kicsi pónim: Varázslatos barátság animációs televíziós sorozathoz készült. A DHX Media készítette, a Hasbro Studios forgalmazta. Amerikában 2017. július 8-án mutatta be a Discovery Family csatorna. A magyar változat premierje 2017. december 28-án a Cseh Minimax magyar hangsávján volt. Magyarországon a tényleges magyar premierre 2018. február 19-én került sor a hazai Minimaxon.

## Ismertető
Sunset Shimmer mágikus naplójának lapjai betelnek ezért visszatér Equestriába, és dolga végeztével magával viszi Starlight Glimmer-t az emberi világba. Eközben a keserű Juniper Montage rátalál egy elvarázsolt tükörre, mely equestriai varázslattal bír.

## Szereplők
| Szereplő          | Eredeti hang        | Magyar hang      |
| ----------------- | ------------------- | ---------------- |
| Twilight Sparkle  | Tara Strong         | Vadász Bea       |
| Sunset Shimmer    | Rebecca Shoichet    | Simonyi Réka     |
| Rainbow Dash      | Ashleigh Ball       | Grúber Zita      |
| Applejack         | Ashleigh Ball       | Solecki Janka    |
| Pinkie Pie        | Andrea Libman       | Zsigmond Tamara  |
| Fluttershy        | Andrea Libman       | Szabó Zselyke    |
| Rarity            | Tabitha St. Germain | Molnár Ilona     |
| Starlight Glimmer | Kelly Sheridan      | Pekár Adrienn    |
| Juniper Montage   | Ali Liebert         | Lamboni Anna     |
| Canter Zoom       | Andrew Toth         | Bolla Róbert     |
| Juniper főnöke    | Andrew Toth         | Fehérváry Márton |

## Magyar változat
A szinkront a Minimax megbízásából a Subway Stúdió készítette.
- Magyar szöveg: Szirmai Hedvig
- Hangmérnök: Johannisz Vilmos
- Gyártásvezető: Terbócs Nóra
- Szinkronrendező: Kozma Attila
- Produkciós vezető: Kicska László
- Felolvasó: Németh Kriszta